# Леб'яжинська сільська рада (Камизяцький район)
Леб'яжинська сільська рада (рос. Лебяжинский сельский совет) — муніципальне утворення у складі Камизяцького району Астраханської області, Російська Федерація. Адміністративний центр — село Леб'яже.

## Географічне положення
Сільська рада розташована у південній частині району. Територією сільради протікають такі протоки дельти Волги — Кізань, Канича, Нікітінський Банк, Прорва, Вертячка та інші.

## Населення
Населення — 953 особи (2010; 1105 в 2009, 1078 в 2008, 1060 в 2007).
За національним складом у районі переважають казахи, трохи менше росіян та інших народів.

## Склад
До складу поселення входять такі населені пункти:
| Населений пункт     | Населення, осіб (2010) |
| ------------------- | ---------------------- |
| Леб'яже, село       | 732                    |
| Октябрський, селище | 221                    |

## Господарство
Провідною галуззю господарства виступає сільське господарство, представлене 2 селянсько-фермерськими господарствами та 1 сільськогосподарським підприємством. У структурі угідь найбільшу площу займають пасовиська (46,5%), рілля (29,7%) та сінокоси (23,8%). Тваринництво займається розведенням великої рогатої худоби, свиней, овець, кіз, коней та птахів. Відповідно основною продукцією виступають м'ясо, молоко, шерсть та яйця. Рослинництво займається вирощуванням овочів, картоплі та кормових трав. У сільраді розвинено рибальство.
Серед закладів соціальної сфери у центрі сільради діють фельдшерсько-акушерський пункт, середня школа на 150 місць, сільська бібліотека, будинок культури на 150 місць. Діють також 3 магазинів та їдальня.
Транспорт у сільраді представлений автомобільною дорогою від села Образцово-Травіно та судноплавною річкою Кізань.